# Герб Ботікаша
Ге́рб Ботіка́ша — офіційний символ містечка Ботікаш, Португалія. Використовується як територіальний герб. У срібному щиті чорна бджола, промальована золотом. Обабіч неї чотири зелені пшеничні колоски навхрест, перев'язані червоною стрічкою. У главі щита дві сині хвилясті смуги. Внизу герба — такі самі смуги. Щит увінчує срібна мурована містечкова корона з чотирма вежами.  Під щитом біла стрічка, на якій великими літерами напис португальською: «vila de Boticas» (містечко Ботікаш).  Офіційно затверджений 20 квітня 1949 року.  

## Галерея

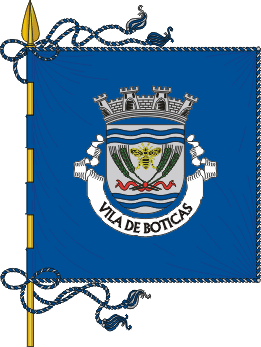
Прапор